# 卡西纳里扎尔迪
卡西纳里扎尔迪（義大利語：Cassina Rizzardi），是意大利科莫省的一个市镇。总面积3平方公里，人口3167人，人口密度1055.7人/平方公里（2009年）。ISTAT代码为013055。